# Base navale de Kitsap
La base navale Kitsap est une base de l'US Navy située sur la péninsule de Kitsap dans l'état de Washington. Elle a été créée en 2004 avec la fusion de l'ancienne station navale de Bremerton et de la base sous-marine de Bangor. Située sur la côte ouest, elle fait partie des deux seules bases sous-marines américaines de sous-marin nucléaire lanceur d'engins actives dans les années 2010 avec la base navale de Kings Bay, située, elle, sur la côte est des États-Unis.

## Histoire
En septembre 1891, le gouvernement fédéral des États-Unis achète, pour 10 000 dollars américains, 190 acres de terre dans une région désertique du nord-ouest Pacifique et crée la première station navale à Bremerton dans le Puget Sound. En 1900, la station navale devient un chantier naval et est le seul centre de réparation navale sur la côte du nord-ouest jusqu'en 1941. À la fin de la Seconde Guerre mondiale, l'effectif de la base atteint plus de 32 000 personnes. Entre 1917 et 1969, un total de 85 navires ont été construits au chantier naval du Puget Sound y compris les plus grands navires de la côte Ouest. En 1961, le chantier naval a été certifié comme un centre de réparation nucléaire.
L'histoire du site de Bangor commence en 1942 quand il est choisi pour l'expédition de munitions sur le théâtre des opérations du Pacifique pendant la Seconde Guerre mondiale. Dans le but d'établir une base navale permanente, l'US Navy achète 3 100 hectares de terres le long du Canal Hood près de la ville de Bangor pour environ 18,7 millions de dollars. La construction de l'U.S. Naval ammunition magazine débute le 5 juin 1944 et sa mise en service a lieu en janvier 1945. Depuis cette époque, et durant la guerre de Corée et celle du Viêt Nam, et jusqu'en janvier 1973, la base sert essentiellement de dépôt de munitions pour l'US Navy. Elle est chargée aussi de l'expédition d'armes conventionnelles vers l'étranger.
En 1973, la marine annonce la sélection de la base de Bangor comme port d'attache de la première escadrille de sous-marin lanceur de missile nucléaire Trident de Classe Ohio. Le 1er février 1977, la base de sous-marins Trident entre officiellement en service. La base navale Kitsap comprend le Strategic Weapons Facility Pacific, qui assure la maintenance et le stockage d'ogives nucléaires et de missiles balistiques Trident portés par les sous-marins nucléaires.
L'État américain fusionne en 2004 la station navale de Bremerton et la base sous-marine de Bangor pour former la base navale Kitsap. Cette base de sous-marins Trident est la seule pour la flotte américaine du Pacifique, et la deuxième avec la base de sous-marins Trident à Kings Bay en Géorgie pour la flotte de l'Atlantique. Elle accueille aussi le Carrier Strike Group 3 avec son porte-avions l'USS John C. Stennis (CVN-74).

### Événements récents
Le 2 novembre 2009, cinq manifestants, dont le prêtre jésuite William J. Bichsel (en) célèbre pour son combat contre les armes nucléaires, s'introduisent sur la base en coupant les clôtures afin d'atteindre les bunkers où les ogives nucléaires sont stockées. Les manifestants opèrent avec des bannières, arrosent le sol de sang, dispersent des graines de tournesol et prient jusqu'à ce qu'ils soient arrêtés. Tous condamnés à des peines de prison, le père Bichsel est libéré de prison fédérale le 9 février 2012.
À partir de 2010, la base de Kitsap a investi dans les énergies nouvelles avec l'achat d'un parc de bus hybrides (diesel-électrique), le premier pour la Marine américaine. Ce plan, supervisé par le Naval Facilities Engineering Command (NAVFAC), a été financé par le GSA dans le cadre du plan de relance économique des États-Unis de 2009.

## Fonction et installations
La mission de la base navale de Kitsap  est de servir de base pour la flotte américaine dans la région du Puget Sound. Elle doit servir de base de soutien et d'exploitation pour les navires de surface et la flotte de sous-marins nucléaires lanceur de missiles balistiques et lanceur de missiles nucléaires (SNLE).
La base navale Kitsap fournit également des services, des programmes, des installations et des habitations pour répondre aux besoins des équipages de navires et des employés civils. La base navale Kitsap est la plus grande base navale de la région du Nord-Ouest des États-Unis, et elle est composée d'installations qui se situe à Bremerton, à Bangor, et Keyport. La base accueille plus 35 000 employés sur ses différents sites.
La base navale Kitsap est la troisième plus grande base de la Marine américaine. Elle dispose de la seule cale sèche de la cote ouest capable d'accueillir un porte-avions de Classe Nimitz et c'est aussi le plus grand dépôt de carburant de la marine. Elle possède aussi un système qui permet de réduire la signature magnétique des sous-marins de l'US Navy, le Magnetic Silencing Facility sur le site de Bangor.

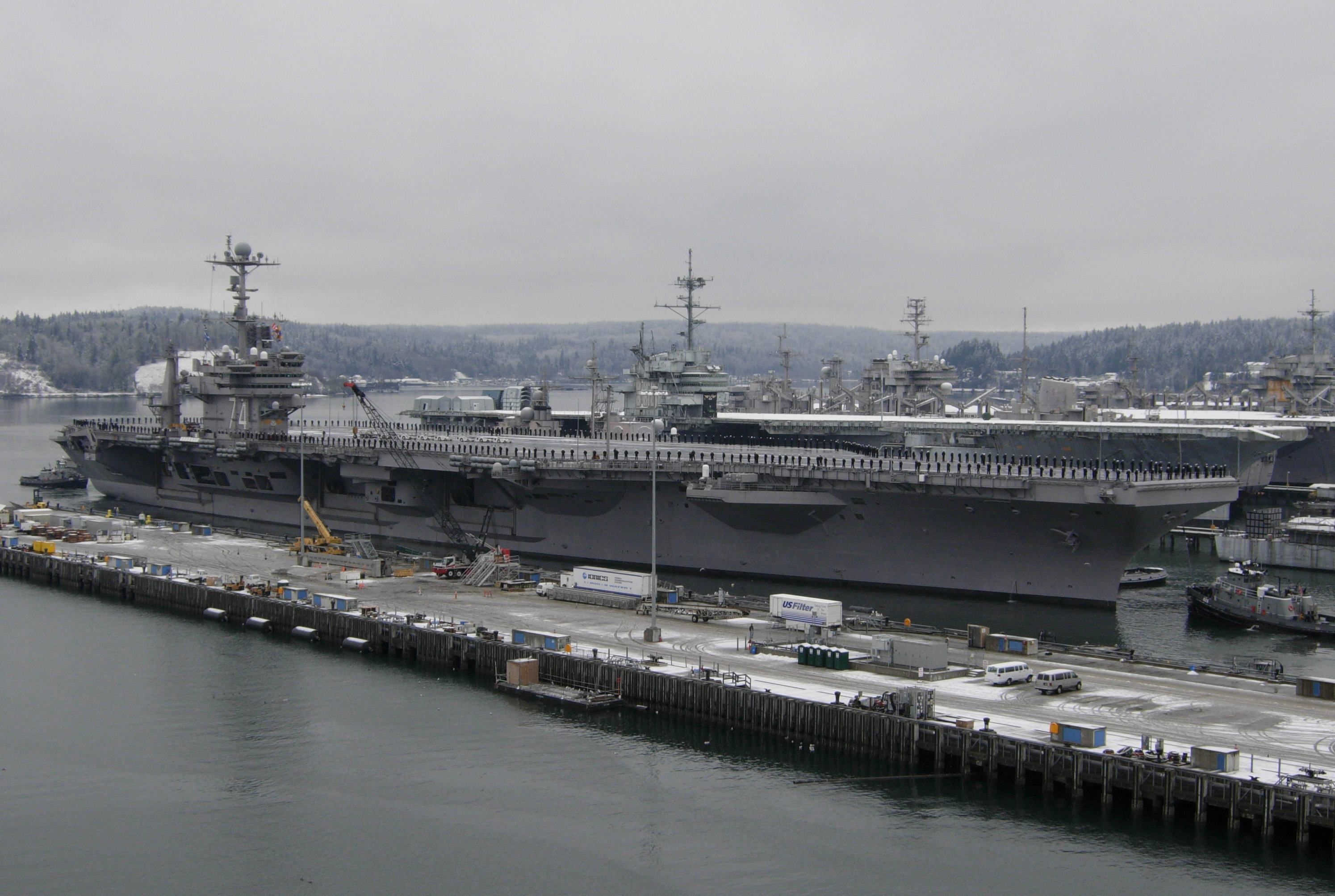
L'USS John C. Stennis (CVN-74) à quai sur la base navale de Kitsap.

La base dispose aussi d'un hôpital naval sur le site de Bremerton qui accueille une grande variété de spécialités cliniques et obstétriques.

## Port d'attache
La base de Kitsap est le port d'attache du Carrier Strike Group 3 et d'un certain nombre de sous-marins de Classe Ohio et de sous-marins nucléaires lanceurs de missiles de croisière répartis entre deux sites :

### Bangor
Le site de Bangor accueille en 2013, huit SNLE américains de classe Ohio:
- USS Henry M. Jackson (SSBN-730)
- USS Alabama (SSBN-731)
- USS Nevada (SSBN-733)
- USS Pennsylvania (SSBN-735)
- USS Kentucky (SSBN-737)
- USS Nebraska (SSBN-739)
- USS Maine (SSBN-741)
- USS Louisiana (SSBN-743)

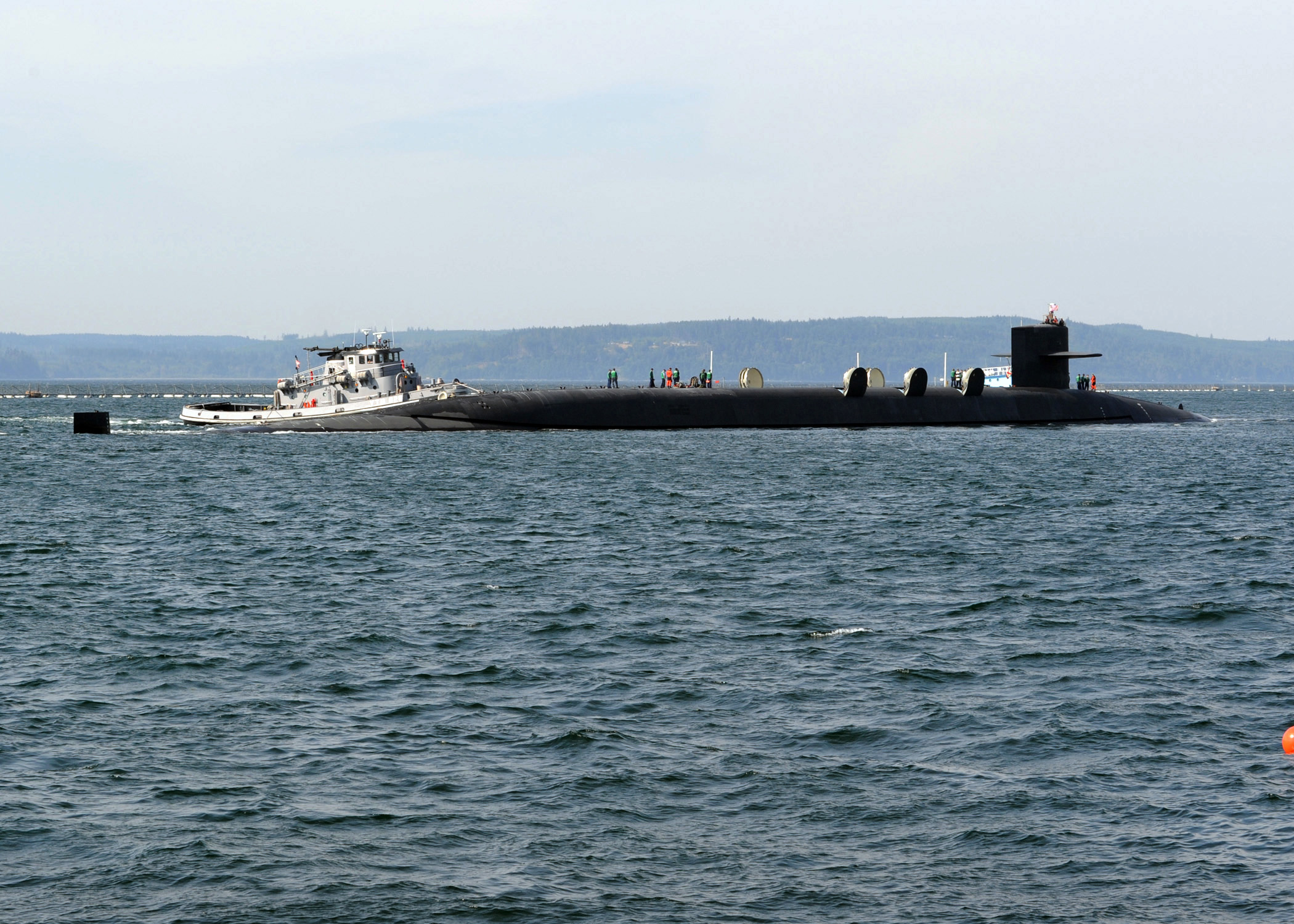
L'USS Alabama (SSBN-731) avec les écoutilles missiles ouvertes dans la baie de Kitsap.

Deux sous-marins de classe Ohio transformés en SSGN :
- USS Ohio (SSGN-726)
- USS Michigan (SSGN-727)

Et les trois sous-marins de classe Seawolf :
- USS Seawolf (SSN-21)
- USS Connecticut (SSN-22)
- USS Jimmy Carter (SSN-23)

### Bremerton
Le site de Bremerton est le port d'attache du porte-avion :
- USS John C. Stennis (CVN-74)

## Commandements
- Naval Region Northwest
- Subase Bangor
- Trident Training Facility
- Trident Refit Facility
- Strategic Weapons Facility, Pacific
- Commander Submarine Group Nine
- Commander Submarine Squadron 17
- Naval Computer Telecommunications Station, Puget Sound
- Construction Battalion Unit 418

## Galerie

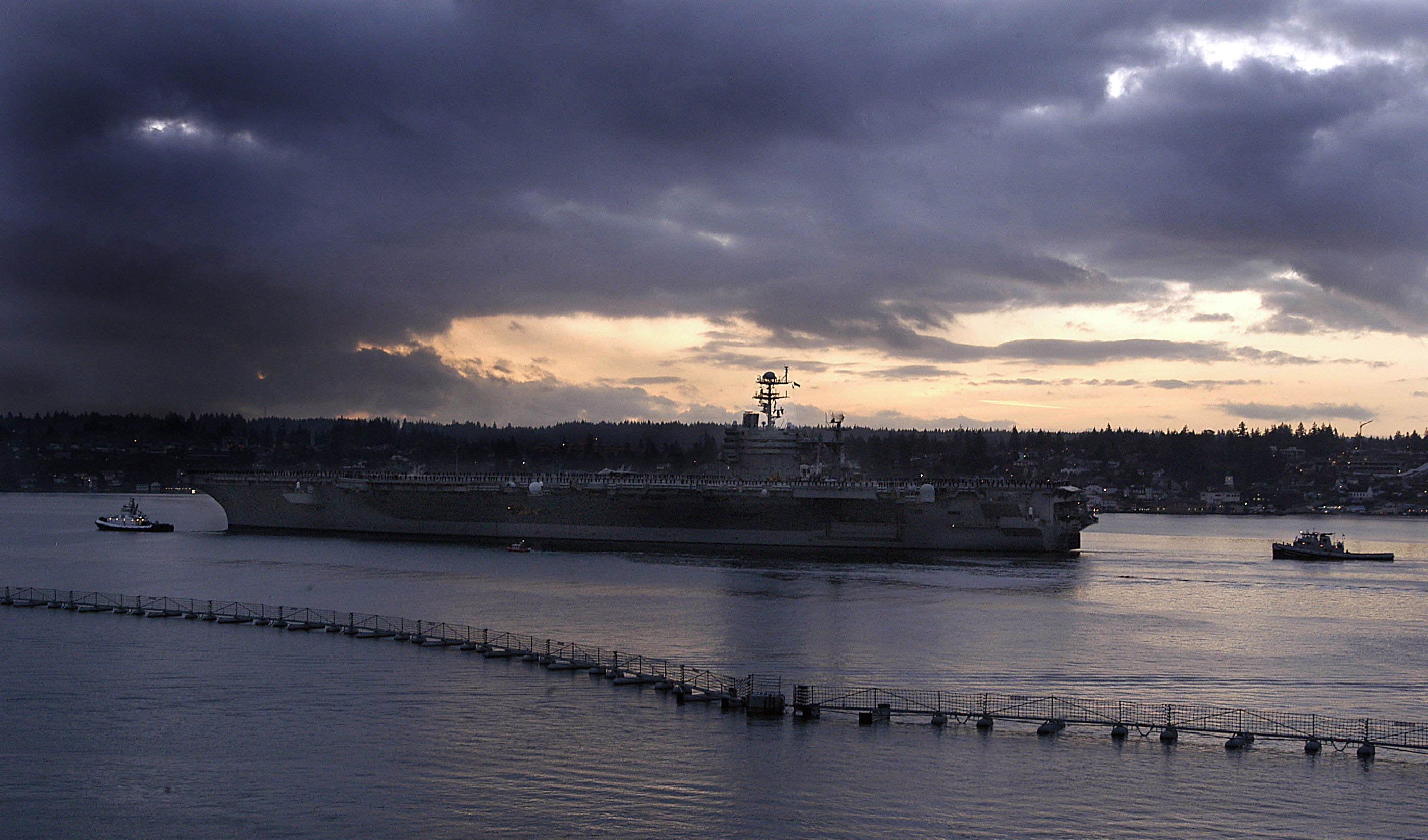
Le porte-avion USS Carl Vinson (CVN-70) au départ de Bremerton.
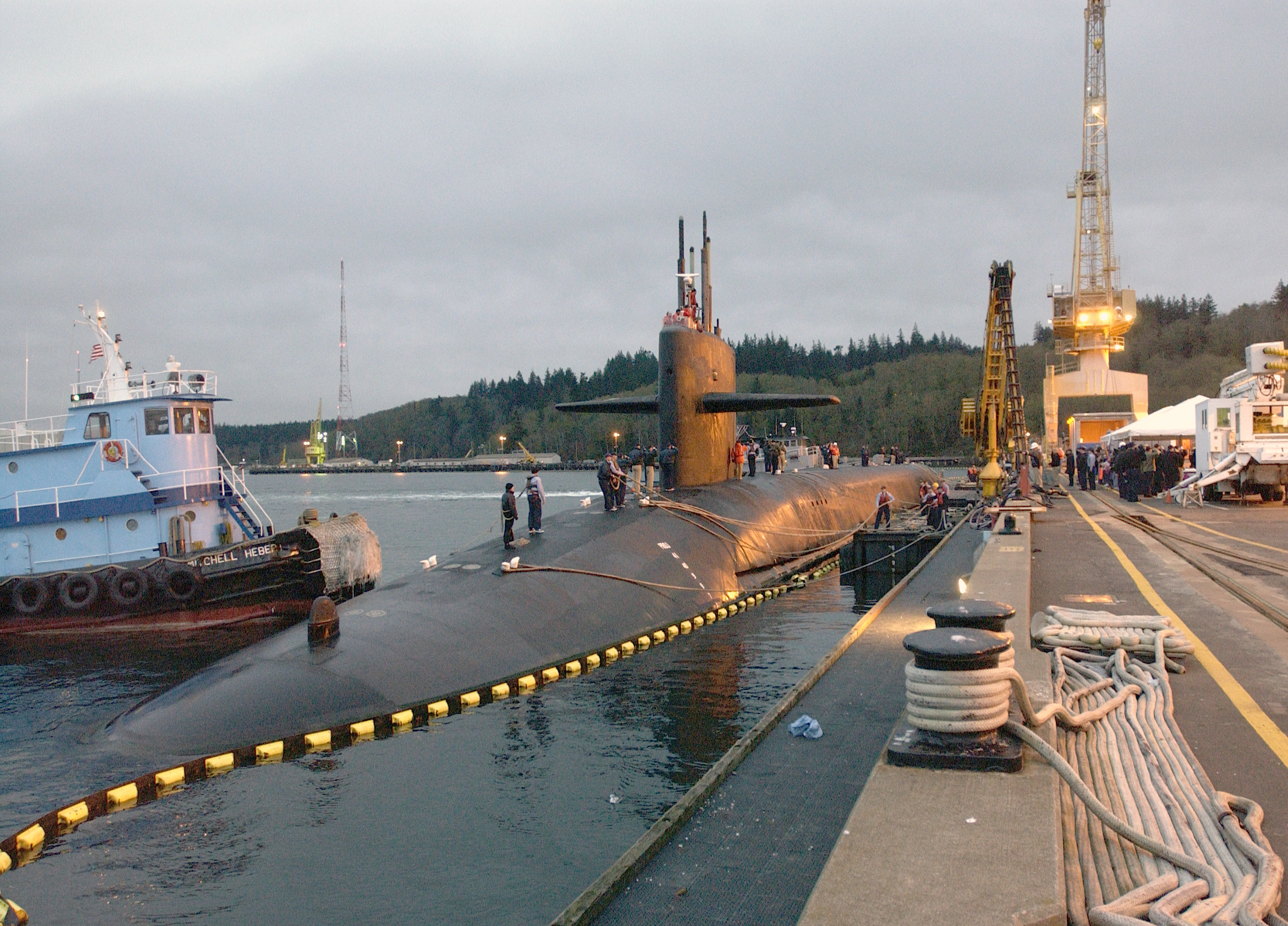
L'USS Kentucky (SSBN-737) à quai.
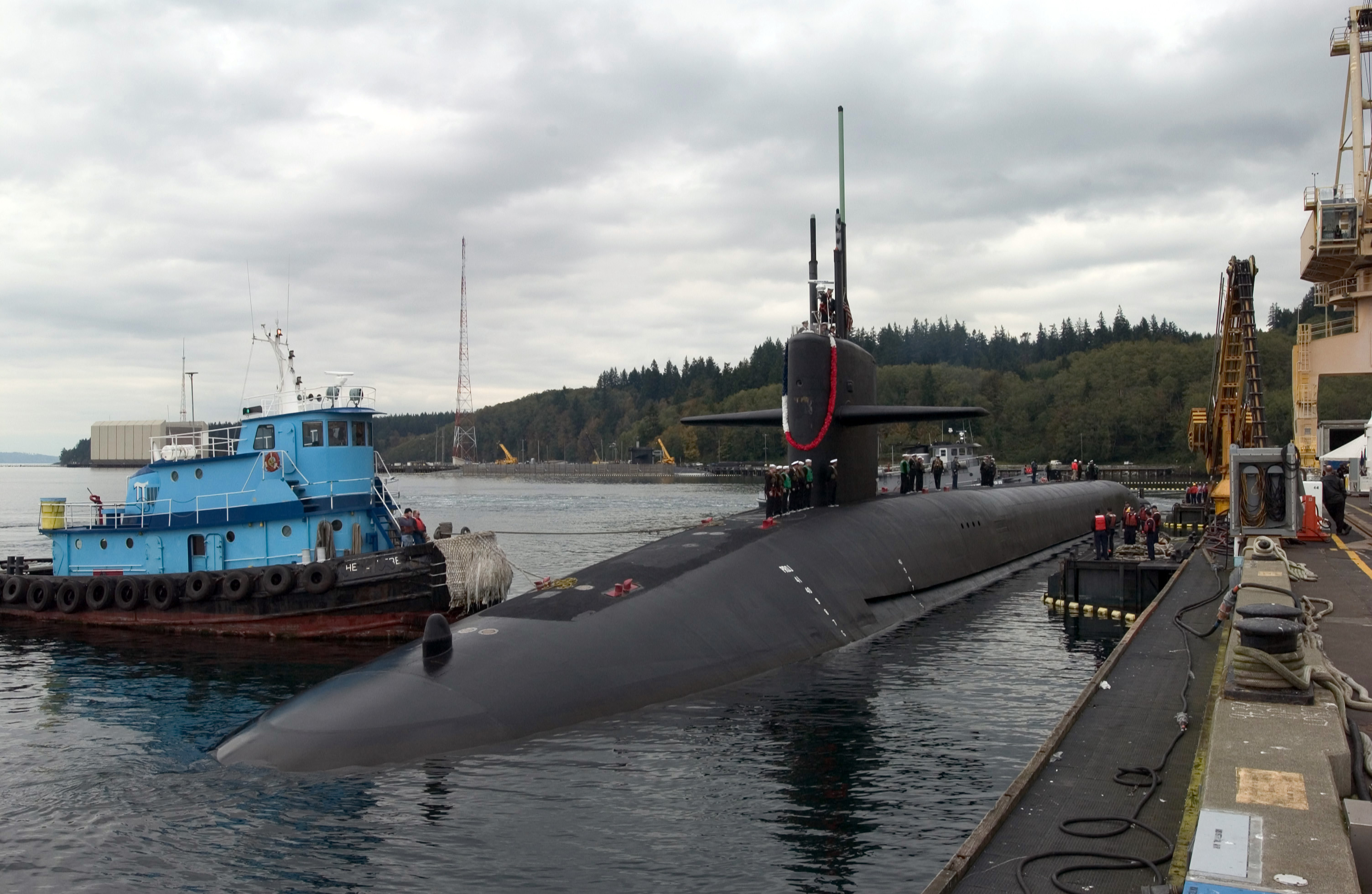
L'USS Nebraska (SSBN-739) à quai.
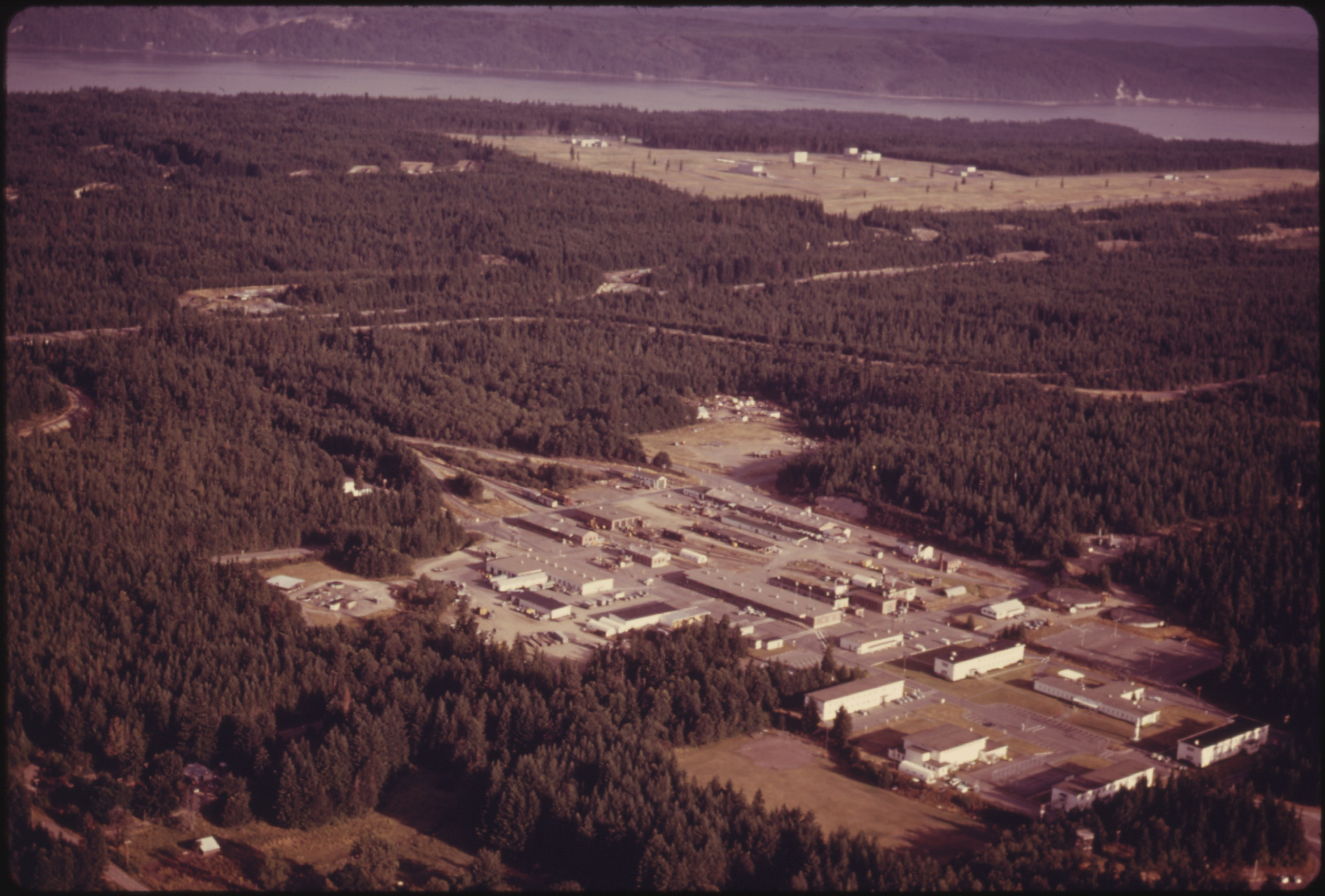
Vue aérienne du site de Bangor.
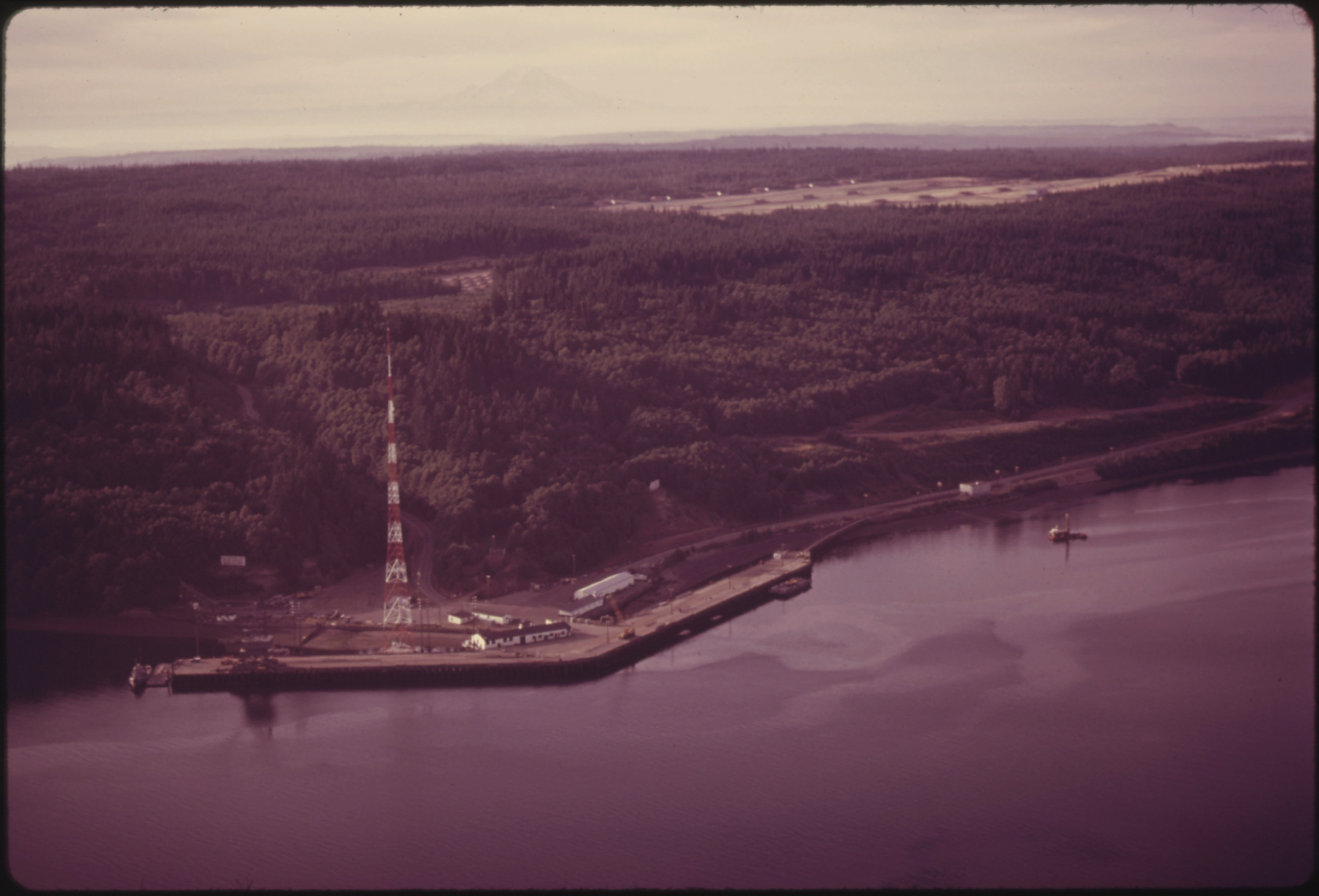
Le quai en forme de delta à Bangor.
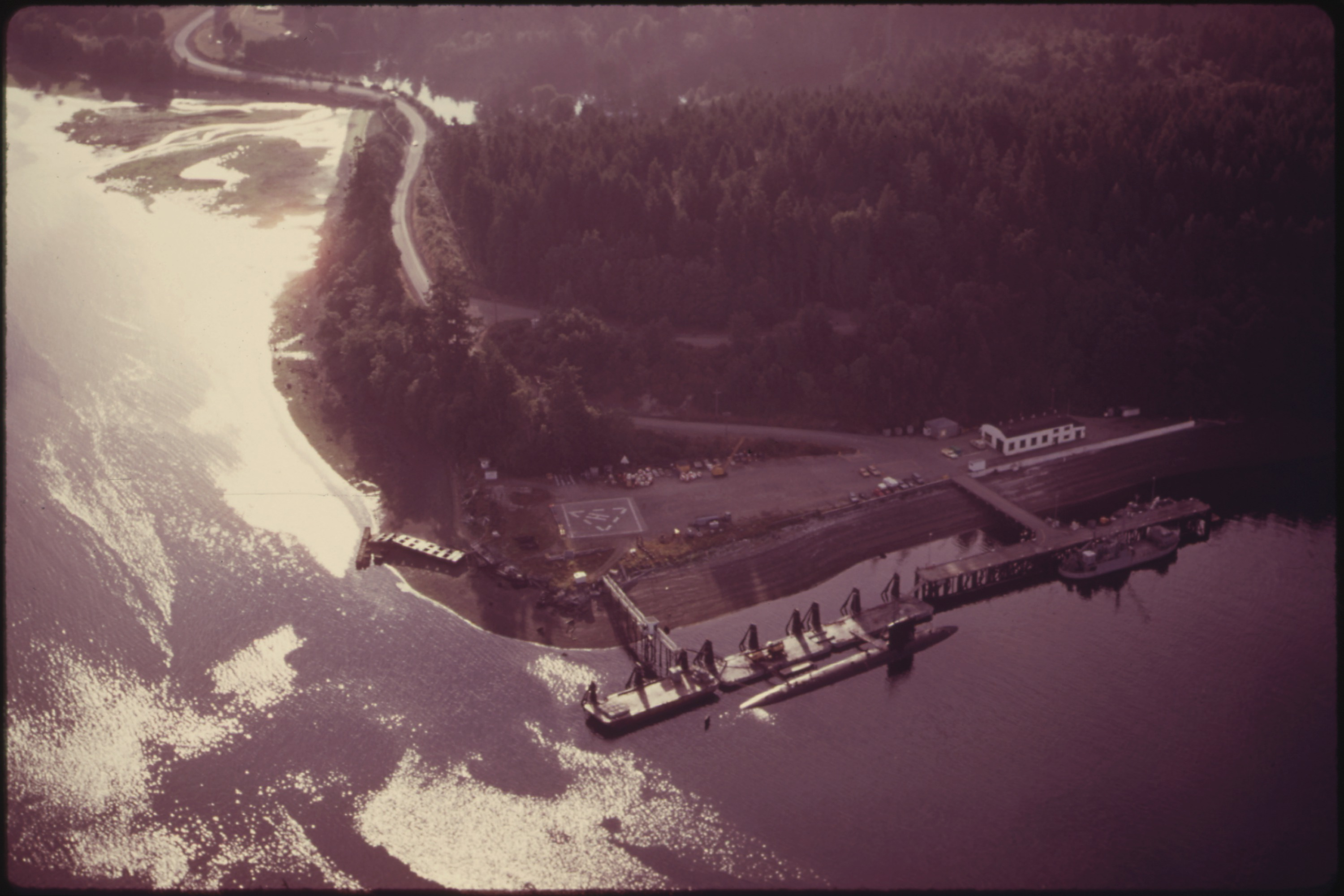
Vue aérienne du site de Bangor.
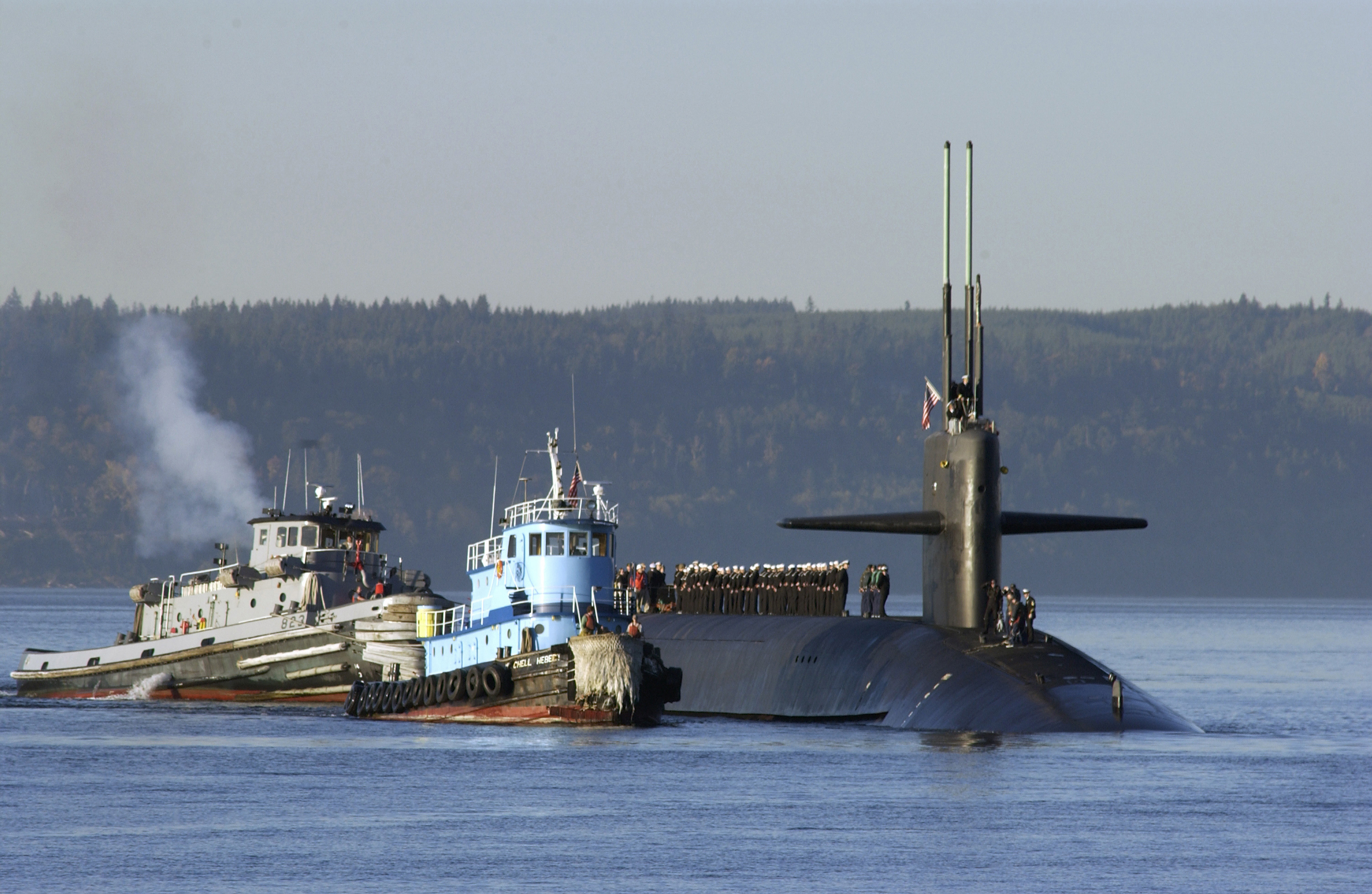
L'USS Pennsylvania (SSBN-735) arrive à la base.
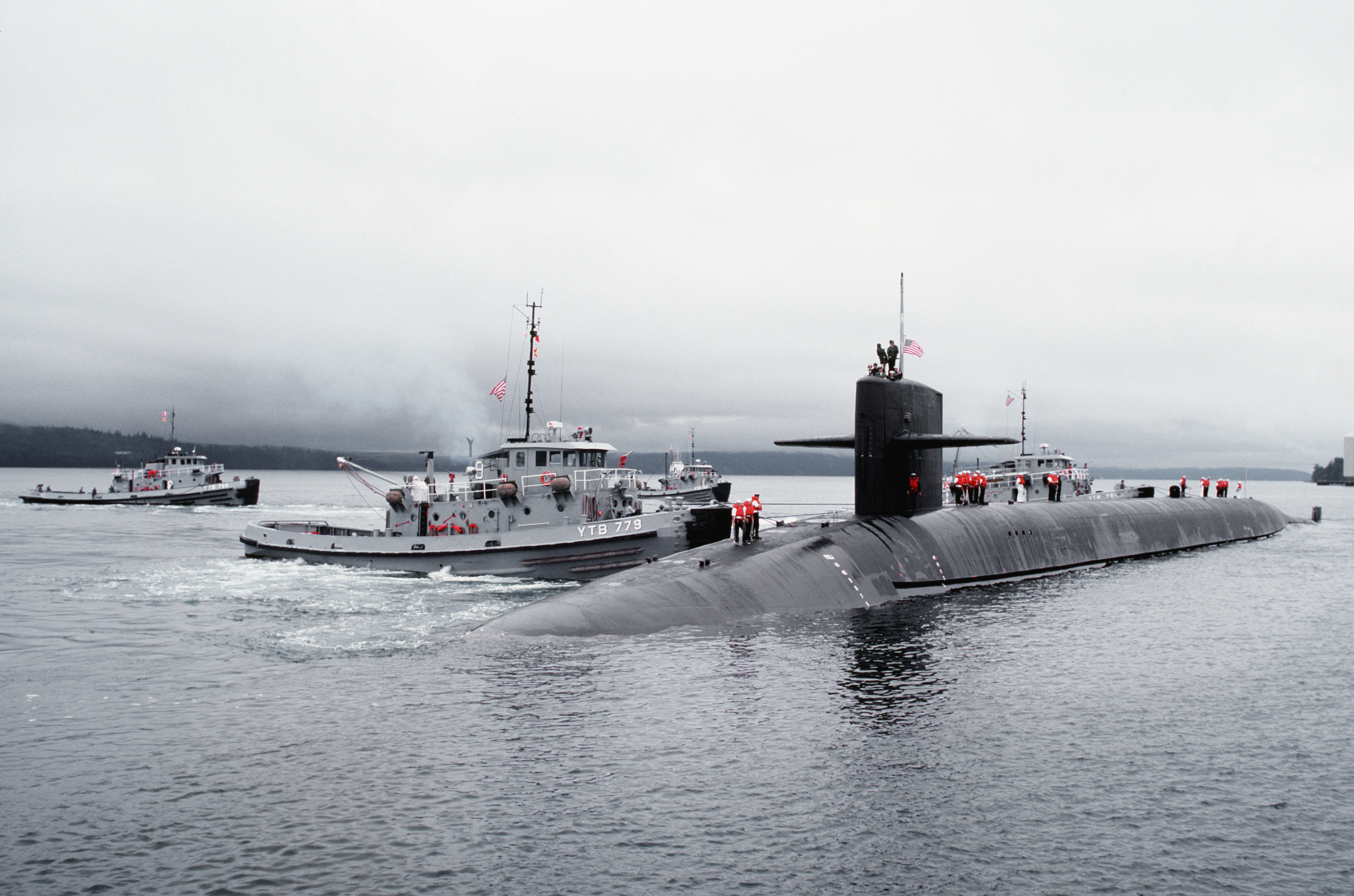
L'USS Ohio (SSGN-726) en accostage sur la jetée delta de Bangor.
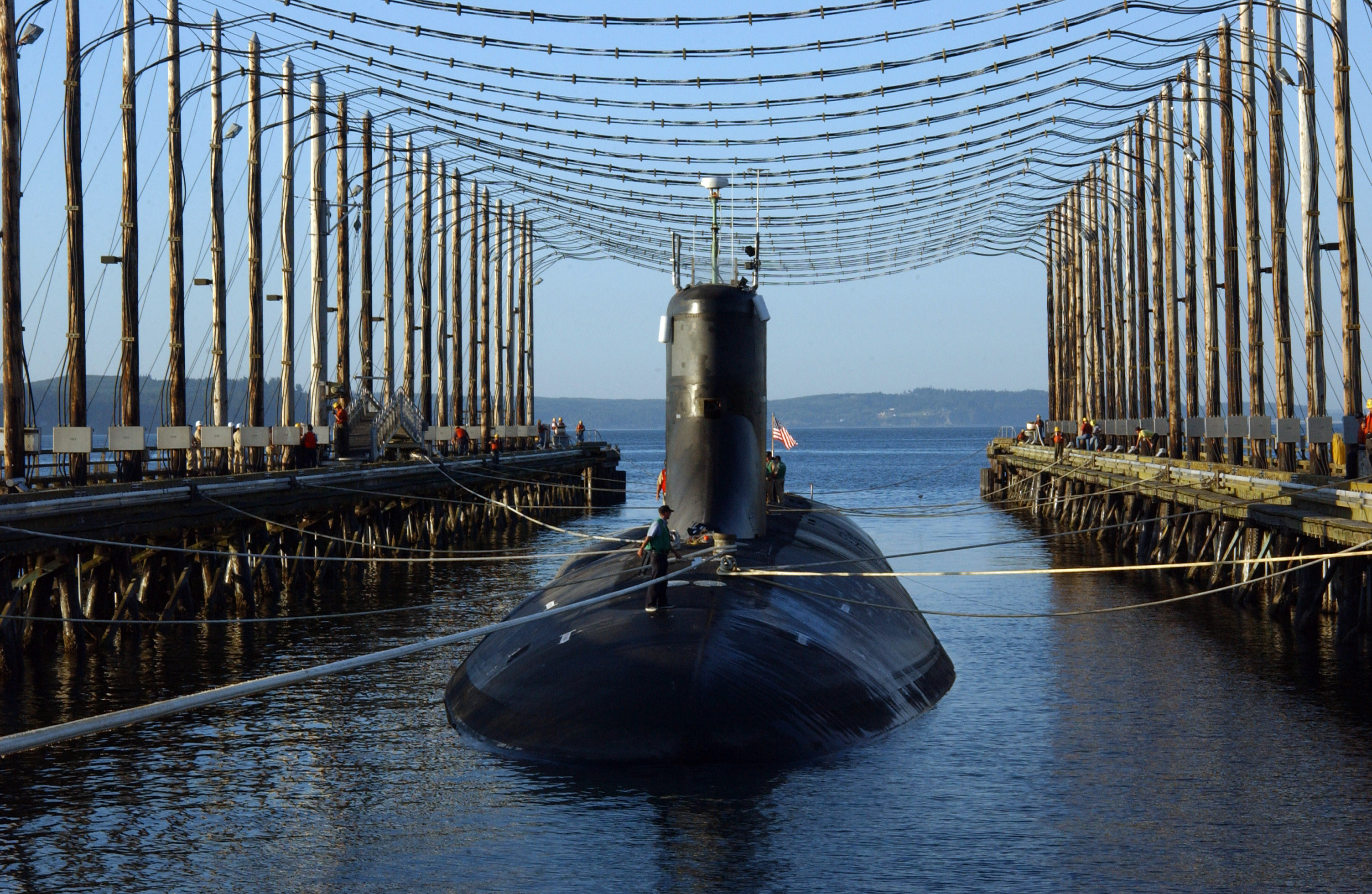
L'USS Jimmy Carter (SSN-23) amarré dans le Magnetic Silencing Facility afin de réduire sa signature électromagnétique.